# Adam Matuszczyk
Adam Matuszczyk (Gliwice, 1989. február 14. –) lengyel labdarúgó, aki jelenleg a Fortuna Düsseldorfban játszik az 1. FC Kölntől kölcsönben. A lengyel válogatottal részt vett a 2012-es Európa-bajnokságon.

## Pályafutása
Matuszczyk Németországban, az SpVgg Merzignél kezdett el futballozni, majd innen került át a VfB Dillingenhez. Ott olyan jó teljesítményt nyújtott az ificsapatban, hogy felfigyelt rá az 1. FC Köln. 2003-tól már a kölniekkel edzett, 2008-ban pedig felkerült a tartalék csapathoz. A szezon első felében 11 mérkőzésen lépett pályára, és olyan jó teljesítményt nyújtott, hogy 2009. február 3-án az első csapat keretéhez került. Ott azonban egyelőre nem jutott játéklehetőséghez, így továbbra is csak a tartalékok között játszhatott.
2010. február 27-én, a Bayer Leverkusen ellen debütált a Bundesligában. Első élvonalbeli góljait április 10-én szerezte, amikor a Hoffenheim ellen kétszer is betalált. 2012 januárjában kölcsönadták a Fortuna Düsseldorfnak.

## Válogatott
Matuszczyk korábban szerepelt az U21-es lengyel válogatottban. A felnőtt válogatottban 2010. május 29-én, Finnország ellen mutatkozott be. Első gólját 2010 októberében, az Egyesült Államok ellen szerezte.

## Magánélete
Matuszczyk Gliwicében, Lengyelországban született, de a család 1991-ben átköltözött Németországba, így a játékos rendelkezik német útlevéllel is. Matuszczyk házas, és egy fia van, akit Lennoxnak hívnak.

## Fordítás
- Ez a szócikk részben vagy egészben  az   Adam Matuszczyk című angol Wikipédia-szócikk fordításán alapul.  Az eredeti cikk szerkesztőit annak laptörténete sorolja fel. Ez a jelzés csupán a megfogalmazás eredetét és a szerzői jogokat jelzi, nem szolgál a cikkben szereplő információk forrásmegjelöléseként.

## Külső hivatkozások
- Adam Matuszczyk statisztikái a 90minut.pl-en
- Adam Matuszczyk statisztikái a FussbalDaten.de-n